# Golden Globe-galan 1949
6:e
Golden Globe Awards

16 mars 1949
Bästa film

Sierra Madres skatt

Våld i mörker
Golden Globe-galan 1949 var den sjätte upplagan av Golden Globe Awards, som belönade filminsatser från 1948, och hölls den 16 mars 1949.

## Vinnare
| Bästa film - Sierra Madres skatt - Våld i mörker                      | Bästa regissör - John Huston – Sierra Madres skatt           |
| Bästa manliga huvudroll - Laurence Olivier – Hamlet                   | Bästa kvinnliga huvudroll - Jane Wyman – Våld i mörker       |
| Bästa manliga biroll - Walter Huston – Sierra Madres skatt            | Bästa kvinnliga biroll - Ellen Corby – Lyckliga stunder      |
| Bästa manus - Det dagas – Richard Schweizer                           | Bästa filmmusik - De röda skorna – Brian Easdale             |
| Bästa foto - Pärlan – Gabriel Figueroa                                | Special Award – Best Juvenile Actor - Ivan Jandl – Det dagas |
| Bästa film för internationell förståelse - Det dagas – Fred Zinnemann | Bästa utländska film - Hamlet (Storbritannien)               |

### Filmer med flera vinster
| Vinster | Film                |
| ------- | ------------------- |
| 3       | Det dagas           |
| 3       | Sierra Madres skatt |
| 2       | Hamlet              |
| 2       | Våld i mörker       |